# Firozabad (distrikt)

Distriktets läge i Indien markerat.

Firozabad är ett distrikt i den indiska delstaten Uttar Pradesh, och hade 2 052 958 invånare år 2001,  på en yta av 2 361,0 km². Det gör en befolkningsdensitet på 869,53 inv/km². Den administrativa huvudorten är staden Firozabad. De största religionerna i distriktet är Hinduism (85,94 %) och Islam (12,68 %).

## Administrativ indelning
Distriktet är indelat i fyra kommunliknande enheter, tehsils:
- Firozabad, Jasrana, Shikohabad, Tundla

## Städer
Distriktets städer är huvudorten Firozabad samt Fariha, Jasrana, Shikohabad, Sirsaganj, Sukhmalpur Nizamabad, Tundla, Tundla Kham och Tundla Railway Colony.
Urbaniseringsgraden låg på 30,32 procent år 2001.